# Satraplatin
Satraplatin (INN, tên mã JM216) là một chất chống ung thư dựa trên bạch kim đang được điều tra như một phương pháp điều trị bệnh nhân ung thư tuyến tiền liệt tiến triển đã thất bại trong hóa trị liệu trước đó. Nó vẫn chưa nhận được sự chấp thuận từ Cục Quản lý Thực phẩm và Dược phẩm Hoa Kỳ. Lần đầu tiên được đề cập trong các tài liệu y khoa vào năm 1993, satraplatin là thuốc hóa trị liệu dựa trên bạch kim hoạt động bằng miệng đầu tiên; các chất tương tự bạch kim có sẵn khác cisplatin, carboplatin, và oxaliplatin đã được tiêm tĩnh mạch.
Nó được cung cấp tại Hoa Kỳ bởi Spectrum Enterprises và GPC Biotech dưới tên SPERA (SatraPlatin mở rộng truy cập nhanh).
Thuốc cũng đã được sử dụng trong điều trị ung thư phổi và buồng trứng. Phương thức hành động được đề xuất là hợp chất liên kết với DNA của các tế bào ung thư khiến chúng không có khả năng phân chia.

## Sử dụng trong y tế
Satraplatin là một tác nhân hóa trị liệu bạch kim có thể sinh học bằng miệng đang được phát triển cho một số loại ung thư, bao gồm ung thư tuyến tiền liệt kháng hormone (HRPC). Satraplatin đang được phát triển để điều trị nam giới bằng HRPC hóa trị liệu vì nhiều lý do. Nó dễ dàng quản trị, thiếu khả năng kháng chéo với các tác nhân bạch kim khác, lợi ích lâm sàng được thấy trong các nghiên cứu ban đầu về HRPC và nhu cầu chưa được đáp ứng trong quần thể bệnh nhân này sau thất bại của Docetaxel. Satraplatin có thể mang lại lợi ích giảm nhẹ cho bệnh nhân về khả năng sống không tiến triển theo các phân tích gần đây nhất của thử nghiệm SPARC giai đoạn III, và hiện đang được Cơ quan Quản lý Thực phẩm và Dược phẩm Hoa Kỳ (FDA) xem xét cho chỉ định này. Liệu satraplatin và prednison có mang lại lợi thế cho sự rút lui docetaxel hoặc các tác nhân gây độc tế bào khác trong môi trường này đang được điều tra.
Satraplatin có hồ sơ độc tính thuận lợi và dường như có hoạt động lâm sàng chống lại nhiều loại bệnh ác tính như Ung thư vú, Ung thư tuyến tiền liệt và Ung thư phổi. Đường uống của chính quyền và lịch trình gián đoạn làm cho nó rất thuận tiện cho việc sử dụng lâm sàng. Một chỉ định chưa được FDA chấp thuận. Thử nghiệm pha III duy nhất với satraplatin được thực hiện trong ung thư tuyến tiền liệt di căn được điều trị trước (CRPC), cho thấy sự cải thiện trong sống sót không tiến triển nhưng không có lợi ích sống sót chung.

### Tác dụng phụ
Thiếu máu, tiêu chảy, táo bón, buồn nôn hoặc nôn, tăng nguy cơ nhiễm trùng, bầm tím.

### Rủi ro và biến chứng có thể xảy ra
- Huyết khối: Ung thư có thể làm tăng nguy cơ hình thành cục máu đông và hóa trị liệu có thể làm tăng nguy cơ này hơn nữa. Một cục máu đông có thể gây ra các triệu chứng như đau, đỏ và sưng ở chân, hoặc khó thở và đau ngực. Hầu hết các cục máu đông có thể được điều trị bằng thuốc làm loãng máu.
- Khả năng sinh sản: Satraplatin có thể ảnh hưởng đến khả năng mang thai của phụ nữ và có thể khiến nam giới bị vô sinh
- Sử dụng biện pháp tránh thai: Satraplatin có thể gây hại cho em bé đang phát triển. Điều quan trọng là sử dụng biện pháp tránh thai hiệu quả trong khi dùng thuốc này và trong ít nhất vài tháng sau đó [5]

## Cơ chế
Nhiều khối u ở người bao gồm ung thư tinh hoàn, bàng quang, phổi, đầu, cổ và ung thư cổ tử cung đã được điều trị bằng các hợp chất bạch kim. Tất cả các chất tương tự bạch kim trên thị trường phải được quản lý thông qua truyền tĩnh mạch là một trong những nhược điểm chính của các hợp chất bạch kim này do tác dụng nghiêm trọng, giới hạn liều. Một kháng kháng sinh với cisplatin/carboplatin trong ung thư buồng trứng đã được phát hiện do không đủ lượng bạch kim đến DNA đích hoặc không đạt được cái chết của tế bào. Những nhược điểm này đã dẫn đến sự phát triển của thế hệ tương tự bạch kim tiếp theo như satraplatin 
Satraplatin là một tiền chất, có nghĩa là nó được chuyển hóa trong cơ thể và chuyển thành dạng hoạt động. Hai nhóm acetate phân cực trên satraplatin làm tăng tính khả dụng sinh học của thuốc, do đó cho phép một phần lớn liều dùng để đưa nó vào máu, nơi quá trình trao đổi chất bắt đầu. Một khi phân tử làm cho nó vào máu, thuốc sẽ mất các nhóm acetate. Tại thời điểm này, thuốc có cấu trúc tương tự như cisplatin, ngoại trừ một nhóm cyclohexylamine thay cho nhóm amin. Vì thuốc hiện nay có cấu trúc tương tự như cisplatin nên cơ chế hoạt động của nó cũng rất giống nhau. Các nguyên tử clo được thay thế và nguyên tử bạch kim trong thuốc liên kết với dư lượng guanine trong DNA. Điều này không may xảy ra với không chỉ các tế bào ung thư mà các tế bào hoạt động thường xuyên khác cũng gây ra một số tác dụng phụ khắc nghiệt. Bằng cách liên kết với dư lượng guanine satraplatin ức chế sự sao chép và sao chép DNA dẫn đến quá trình apoptosis tiếp theo. Trường hợp satraplatin khác nhau là nhóm cyclohexamine của nó. Trong cisplatin, hai nhóm amin là đối xứng trong khi cyclohexamine của satraplatin làm cho nó không đối xứng góp phần vào một số tính chất đặc biệt của thuốc.
Một vấn đề lớn với cisplatin và các loại thuốc chống ung thư dựa trên bạch kim khác là cơ thể có thể phát triển đề kháng với chúng. Một cách chính mà điều này xảy ra là thông qua con đường sửa chữa cắt bỏ nucleotide của động vật có vú để sửa chữa DNA bị hỏng. Tuy nhiên, một số nghiên cứu cho thấy satraplatin so với các loại thuốc chống ung thư bạch kim khác có thể khó nắm bắt và không được các protein sửa chữa DNA nhận ra do các chất gây nghiện khác nhau trên phân tử (cyclohexamine). Vì satraplatin không được nhận biết bởi các protein sửa chữa DNA nên DNA vẫn bị hỏng, DNA không thể được sao chép, tế bào chết và vấn đề kháng thuốc được giải quyết.